# Neomyxine biniplicata
Neomyxine kreffti – gatunek bezszczękowca z rodziny śluzicowatych (Myxinidae). Jedyny przedstawiciel rodzaju Neomyxine.

## Zasięg występowania
Okolice Nowej Zelandii.

## Cechy morfologiczne
Osiąga max. 41,2 cm długości całkowitej.

## Biologia i ekologia
Występuje na głębokości około 70 m.